# 広島市立牛田新町小学校
広島市立牛田新町小学校（ひろしましりつ うしたしんまち しょうがっこう）とは、広島県広島市牛田新町に位置する公立小学校である。

## 概要
1969年開校。広島市中心部から比較的近くの高台に位置している。山裾の本学区内は、広島市教育センターのほか、幼稚園から大学までの教育機関、教育研究機関が揃う。
校舎ははちのす型で、児童は敷地内にあるトンネルと「160階段」とよばれる長い階段を使って通学する。校地面積は13,400平方メートル。

## 教育目標

### 1989年時点
豊かな夢をもちたくましく生きる子どもを育てる
〈目指す子ども像〉
- よく考え工夫する子
- すすんで学び汗する子
- 手をつなぐことを大切にする子
- 心身ともにたくましく豊かな子[2]

### 2021年時点
豊かな夢や志をもち、共にたくましく生きる子どもを育てる

## 沿革
特記のないもののうち1987年までのものは『広島市立学校沿革史』を参考にしている。それ以降は学校の旧ホームページを参考にしている。
- 1969年（昭和44年）
  - 4月1日 - 牛田新町神田山168に広島市立牛田小学校より分離して開校。
  - 4月7日 - 開校式を挙行。（1～3年生は当校で、4～6年生は牛田小学校内牛田分教場で授業を開始。）
  - 4月25日 - 運動場整地完了。
  - 7月5日 - PTA結成総会が開催される。
  - 9月13日 - 校章が制定される。
  - 11月4日 - 給食場が完成。
  - 12月20日 - ハチの巣型の鉄筋4階建て校舎が増築される。
  - 12月22日 - 牛田分教場が廃止され、当校へ移転する。
- 1970年（昭和45年）
  - 3月9日 - 校旗、校歌を制定。
  - 3月31日 - プレハブの6教室を設置。
  - 8月31日 - 25×10.4ｍのプール完成。
  - 12月5日 - 通学用隧道が完成。
- 1971年（昭和46年）
  - 1月7日 - 校舎を増築。
  - 3月31日 - 体育館完成。（鉄筋地上2階、地下2階）
- 1972年（昭和47年）10月27日 - 放送教育全国大会の会場校となる。
- 1973年（昭和48年）
  - 3月31日 - 鉄筋平屋校舎増築。
  - 4月 - 広島市教育委員会より安全教育研究推進校に指定される。
- 1977年（昭和52年）10月31日 - 中四国体育研究大会会場校として公開。
- 1978年（昭和53年）
  - 4月3日 - 校舎増築。
  - 10月12日 - 広島県教育委員会と県学校保健会より広島県学校保健優良校として表彰を受ける。
  - 11月12日 - 創立10周年記念式が挙行される。
  - 12月 - 校舎増築。
- 1979年（昭和54年）8月27日 - 第二理科室及び準備室が完成。
- 1981年（昭和56年）
  - 3月23日 - 広島市教育委員会より学校経営の研究に関して優秀賞を受ける。
  - 4月 - 広島市教育委員会より図画工作科教育研究推進校に指定される。
  - 6月5日 - 図画工作科全国大会会場校になる。
- 1982年（昭和57年）3月31日 - 給食場の増築工事が完了。
- 1985年（昭和60年）
  - 3月 - 広島市教育委員会より国語科研究で特別激励賞を受賞。
  - 6月28日 - 長雨のため児童館裏で崖崩れが発生する。
- 1986年（昭和61年）1月23日 - 前年に発生した崖崩れの復旧工事が完了する。
- 1987年（昭和62年）6月30日 - プール改修工事が完成。
- 1988年（昭和63年）11月 - 創立20周年記念行事を挙行。
- 1989年（平成元年）2月 - グリーンマーク収集で全国表彰。
- 1996年（平成8年）4月 - 障害児学級（なかよし学級）を創設。
- 2005年（平成17年）1月 - 国際交流活動に「ユネスコ活動奨励賞」を授与される。
- 2006年（平成18年）11月 - 造形表現・図画工作・美術教育研究大会広島大会会場校になる。

## 通学地域と進学先中学校
牛田新町1 - 4丁目が学区。卒業後は基本的に広島市立牛田中学校に進学。

## 校歌
校歌は1970年3月9日に制定された。
作詞は田淵実貴夫。作曲は花栗美奈子。